# Масуда, Юки
Юки Масуда (яп. 増田 ゆき Масуда Юки) — японская сэйю, родилась 9 февраля 1973 года в Атами, префектура Сидзуока.

## Значительные роли
- Мисаэ в Bubblegum Crisis Tokyo 2040
- Белведер Коко Vandread
- Хибики Амава (жен.) в Strawberry Eggs
- Сакакибара Юри в Sakura Taisen
- Эри и другие в InuYasha
- Такуми Сасаки в Tokimeki Memorial 2 (игра)
- мама Сакуры в Naruto
- Нагасэ Саяка в Soul Link
- Никола в Kyo Kara Maoh!
- Украина в Хеталия и страны Оси
- Фудзимаки Тадатоси в Angel Beats!